# Macrofilie
Macrofilie is een seksuele aantrekking tot een persoon die wezenlijk groter is dan de persoon zelf. Het is een vorm van parafilie en is het tegenovergestelde van microfilie.